# Leptogaster faragi
Leptogaster faragi är en tvåvingeart som beskrevs av Efflatoun 1937. Leptogaster faragi ingår i släktet Leptogaster och familjen rovflugor.
Artens utbredningsområde är Sudan. Inga underarter finns listade i Catalogue of Life.